# Ahlis
Ahlis (lat. Achlys), manji biljni rod iz poroice žutikovki kojemu pripadaju tri vrste. Dvije vrste rastu po zapadnim djelovima SAD–a i Kanade, a jedna u Japanu i Korejskom poluotoku (Sjeverna Koreja)

## Vrste
1. Achlys californica Fukuda & H. Baker, Kalifornija, Oregon, Washington, Britanska Kolumbija
2. Achlys japonica Maxim.
3. Achlys triphylla (Sm.) DC., Kalifornija, Oregon, Washington, Britanska Kolumbija